# Gunnar Goude
Gunnar Goude, född 21 september 1932 i Stockholm (Hedvig Eleonora), död 14 september 2017 i Rasbo distrikt, Uppsala län, var en svensk professor i psykologi och politiker (miljöpartist), som var ordinarie riksdagsledamot 1994–2002 för Uppsala läns valkrets. Goude var ordinarie ledamot av utbildningsutskottet 1994–2002 och gruppledare för Miljöpartiets riksdagsgrupp mellan 1995 och 2001
I riksdagsvalet 2002 förlorade han sin riksdagsplats efter att Åsa Domeij hade fått flest personvalskryss. Efter att Goude hade förlorat sin riksdagsplats 2002 var han tjänstgörande riksdagsersättare för Åsa Domeij vid flera tillfällen under åren 2002, 2003 och 2004.
Goude var professor i psykologi och efter pensioneringen blev han professor emeritus vid Institutionen för psykologi på Uppsala universitet.
Som miljöpolitiker stödde Goude antroposofernas omstridda teorier kring biodynamisk odling. "Inom den sektorn [ekologiskt lantbruk] kan också nämnas att äntligen har stiftelsen för biodynamisk odling ute i Järna fått en halv miljon för sin verksamhet. Den är ju spännande eftersom de var de ursprungliga initiativtagarna inom området och låg väldigt väl framme när det hela började. Det är viktigt att de får möjlighet att fortsätta sitt arbete." Gunnar Goude i riksdagen den 11 december 2003.